# Обществена безопасност
Обществена безопасност е отделение на полицията за разправа с политическите противници. Създадена през 1907 г. по Закона за столичната полиция. В началото е едно от трите отделения към Канцеларията на софийския градоначалник и се състои от шест бюра – съдебна полиция, полиция на двореца (с охранителни функции), нравствена полиция, контрол, анархисти, пътници и обществени заведения. През 1919 г. се обособява като самостоятелно отделение. От 1925 г. е преобразувана в Отдел Държавна сигурност към Дирекция на полицията, състояща се от две бюра – за вътрешна и за външна сигурност. През 1937 г. бюрата/отделенията на ДС се увеличават на четири: Отделение А – за борба с нелегалните политически организации; Отделение Б – за външно контраразузнаване; Отделение В – за борба с некомунистическите политически организации; Отделение Г – за контрол на печата и легалните сдружения. След присъединяването на Царство България към Тристранен пакт (1 март 1941 г.), към структурата на ДС се добавя ново Отделение Г – за връзки с германското разузнаване, като Отделението за контрол на печата и легалните сдружения получава индекс „Д“. След 1944 г. ДС е преобразувана по съветски модел и се превръща в един от основните репресивни инструменти на тоталитарния режим в НРБ.

## Инспектор (началник) на Отделението за Обществена безопасност
- Димитър П. Георгиев-Арамията – Инспектор (началник) на Обществена безопасност през време на Първата световна война.[2]
- Константин Муравиев – 1919 – 1920